# راجیندرا کمپل
راجیندرا کمپل (انگلیسی: Rajindra Campbell؛ زادهٔ ۲۹ فوریهٔ ۱۹۹۶) پرتاب‌گر وزنه اهل جامائیکا است.
وی در مسابقات کشوری و بین‌المللی در مجموع برندهٔ ۱ مدال برنز شده است.